# Аллегені Тауншип (округ Блер, Пенсільванія)
Аллегені Тауншип (англ. Allegheny Township) — селище (англ. township) в США, в окрузі Блер штату Пенсільванія. Населення — 6585 осіб (2020).

## Демографія
Згідно з переписом 2010 року, у селищі мешкало 6738 осіб у 2706 домогосподарствах у складі 1749 родин. Було 2898 помешкань
Расовий склад населення:
| - 96,8 % — білих - 1,4 % — чорних або афроамериканців - 0,5 % — азіатів |

До двох чи більше рас належало 1,1 %. Частка іспаномовних становила 0,8 % від усіх жителів.
За віковим діапазоном населення розподілялося таким чином: 18,1 % — особи молодші 18 років, 57,7 % — особи у віці 18—64 років, 24,2 % — особи у віці 65 років та старші. Медіана віку мешканця становила 48,3 року. На 100 осіб жіночої статі у селищі припадало 105,1 чоловіків;  на 100 жінок у віці від 18 років та старших — 105,7 чоловіків також старших 18 років.
Середній дохід на одне домашнє господарство  становив 63 681 долар США (медіана — 50 033), а середній дохід на одну сім'ю — 77 215 доларів (медіана — 60 246). Медіана доходів становила 50 714 долари для чоловіків та 31 856 доларів для жінок. За межею бідності перебувало 10,4 % осіб, у тому числі 12,5 % дітей у віці до 18 років та 5,8 % осіб у віці 65 років та старших.
Цивільне працевлаштоване населення становило 2980 осіб. Основні галузі зайнятості: освіта, охорона здоров'я та соціальна допомога — 25,2 %, роздрібна торгівля — 16,4 %, мистецтво, розваги та відпочинок — 12,1 %, науковці, спеціалісти, менеджери — 7,9 %.